# Rochester, New York

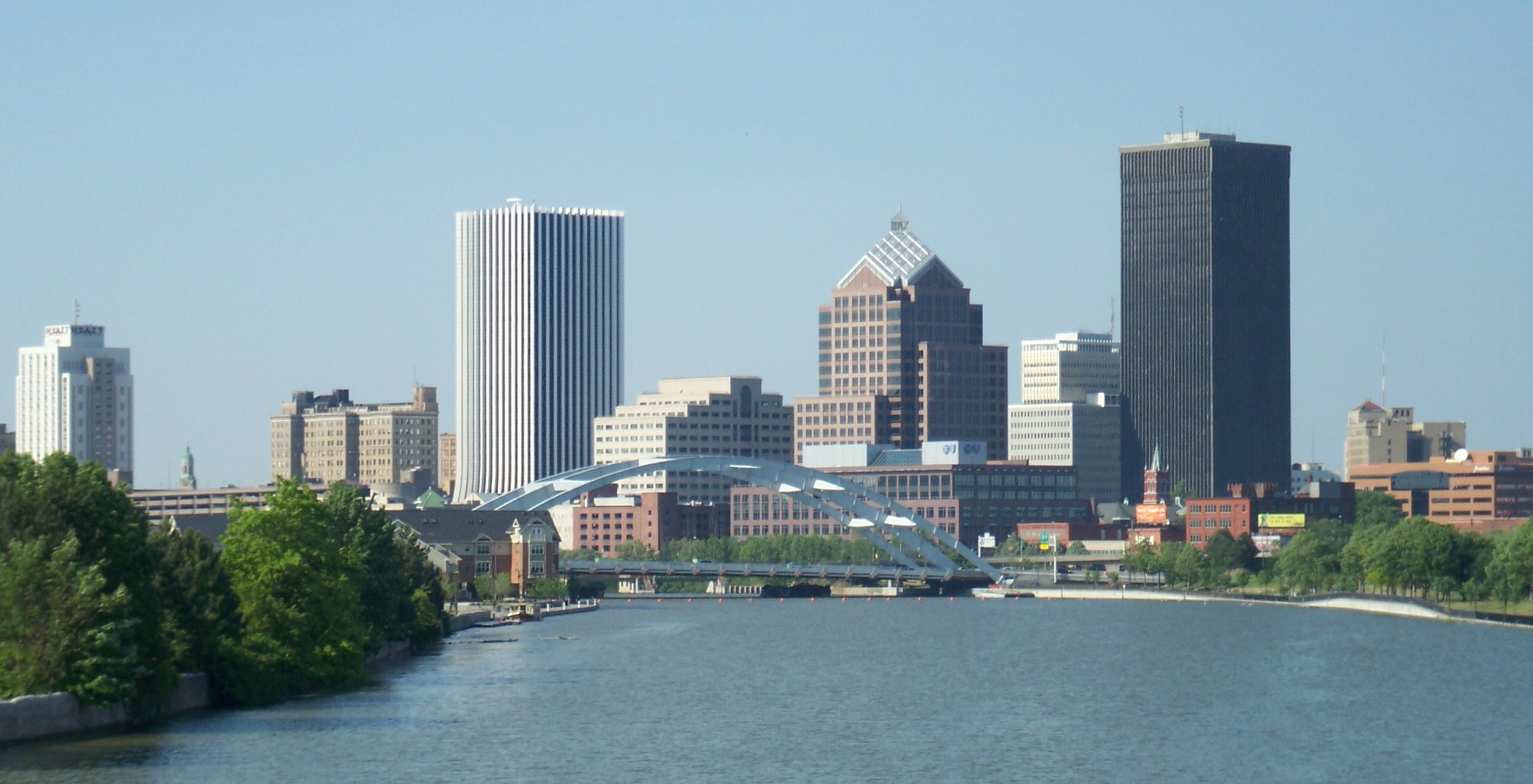
Rochesters skyline i juni 2007.

Rochester är en större stad i Monroe County i den amerikanska delstaten New York med en yta på 96,1 km² och en befolkning som 2010 uppgick till 210 565 invånare. Rochester är administrativ huvudort (county seat) i Monroe County. Staden ligger vid utloppet av floden Genesee River i Lake Ontario cirka 110 km öster om staden Buffalo.

## Historik
Rochester blev under tidigt 1800-tal känt som "The Young Lion of the West" och senare som "Flour City" (mjölstaden). 1838 var Rochester den stad i USA som hade störst produktion av mjöl. Staden hade då dubblat sin befolkning på tio år. 

## Förorter
De största förorterna är följande: Brighton, Brockport, Chili, Churchville, East Rochester, Fairport, Gates, Greece, Hamlin, Henrietta, Hilton, Honeoye Falls, Irondequoit, Mendon, Ogden, Parma,  Penfield, Pittsford, Riga, Rush, Scottsville, Spencerport, Webster, Victor och Wheatland.

## Kända personer från staden
- George Eastman
- Manuel Rivera-Ortiz
- John Ashbery
- Robert Forster
- Jon Jones

### Fotnoter
1. ↑  ”Community Facts” (på engelska). American Factfinder. 24 mars 2010. Arkiverad från originalet den 12 februari 2020. https://archive.today/20200212234526/http://factfinder.census.gov/faces/nav/jsf/pages/community_facts.xhtml#none. Läst 25 mars 2016.